# Kostel svatého Michaela (Černý Důl)
Kostel svatého Michaela je římskokatolický, orientovaný, filiální, bývalý farní kostel v městyse Černý Důl. Patří do farnosti Janské Lázně. Je chráněn od 3. 5. 1958 jako kulturní památka České republiky.

## Historie
První sakrální stavba v Černém Dole byla kaple z roku 1556, která byla roku 1607 přestavěna na kostel sv. Michaela Archanděla. Kostel původně sloužil protestantům, v roce 1651 v Černém Dole žilo jen 6 katolíků. Současná podoba kostela je z let 1830–1832, kdy byl kostel prodloužen. Do roku 1787 byl Černý Důl přifařen k Lánovu. Od tohoto roku patřila samostatná farnost pod vikariát Vrchlabí.

## Bohoslužby
Pravidelné bohoslužby se v kostele nekonají. Koná se jednou ročně pouť na svátek patrona kostela.